# ホール・ランゲージ
ホール・ランゲージ(英：whole language)とは、子供が意味に集中するべきだと強調する、読み書き能力育成に関する考え方のことを指す。この考え方は、「読むこと」と「綴ること(spelling)」のための指導を重視するため、「読むこと」と「書くこと(Writing)」を指導するフォニックスを基準とした方法と対比される。そのため、ホール・ランゲージの考え方は基礎・基本を重視する教育学者により非難を受けている。

## 概観
ホール・ランゲージについてはいくつかの異なる見解があるため、本質的な説明には困難が伴う。異なる見解の中で共通するものをあげると次のようになる。
- 文章の読み取りによって意味が形成され、書くことによってその意味が表現される点に普遍性を見出す。
- 知識創造を目指す構成主義的アプローチをとる。すなわち、生徒がテキストを解釈し、考えたことを自由に文章で表現することを重視する。
- 高品質でかつ文化的に多様な文章作りを重視する。
- 読み書き能力を他の教科（特に数学、理科、社会科）と結びつけ、統合することを目指す。
- よくある読書として、(a)小さい「誘導形の読書」（guided reading）グループの生徒と一緒にいるもの、(b)学生への「音読」をする生徒に対するもの、(c)生徒によって独自になされるもの、がある。
- 読み書き能力の動機づけの局面に焦点を当て、本に対する愛情と、発達段階に合わせた適切な教材選びを重視する。
- 意味を基準にした言語理解の指導を行う。読解の授業の一環として（従来のフォニックスとは異なる）「埋め込まれたフォニックス」（"embedded" phonics）を含めることがある。
- フォニックスに関連する他のスキル（文法やスペル、大文字の使用や句読点といった、意味の展開と直接関わらないもの）の重視を避ける。

なお、通常は英語を想定した議論が展開されるが、考え方そのものは他の言語にも応用可能とする見方もある。

## 理論的前提

### 学習理論
ホール・ランゲージの考え方には、認識論の１つである「全体論」（holism）に基づいた学習観が基礎になっている。すなわち、個々の学習理論の総和によって人間の精神活動のすべてを説明することはできないという立場をとっている。この立場は、「全体が個々の総和を越える要素を規定する」として、古典的学習理論である行動主義や、その根底にある還元主義に対抗する立場である。

### チョムスキーとグッドマン
ホール・ランゲージによるフォニックスへのアプローチは、ノーム・チョムスキーの言語概念から発展したものである。チョムスキーによれば、人間には自然言語を獲得するための容量を持っており、単語を通じてコミュニケーションが可能になると信じていた。
この考え方は1960年代に徐々に発展した。ケン・グッドマンは1967年、「心理言語学的謎解きゲーム」の読解を呼びかける広告記事を書いた。この記事の目的は、文章理解において不要な用法が単語の全体論的な理解に依存していることを教育者達に指摘するためであった。グッドマンは、文字・音声・構文から意味を読み取る際に機能する、読み書き能力開発を調節する「キューイングシステム（cueing system）」の存在を仮定しており、この実験によって検証を試み、部分的に支持する結果を得ている。
グッドマンの理論は、フォニックスに基づくアプローチを支持する他の研究者によって批評された。彼らによれば、優れた読者は、読書への彼らの第一のアプローチとしての解読を使用して、彼らが読んだものが理解できると確認するのに文脈を使用し、急速かつ自動的に解読する。他方、そこまでの流暢なスキルを持たない読者は、単語の独自性を推測する、絵を見るような戦略を使う、単語のいくつかの文字だけを使うといった方法に訴える。これまでの研究で示されたことは、優れた読者でさえ、文脈の中で言い表されていることを正しく推測できるのは10回に1回もないという。